# Thunderbolts*
Thunderbolts* je americký dobrodružně-akční sci-fi film natočený podle komiksu Thunderbolts od Marvel Comics. Režíroval jej Jake Schreicher a scénáře se ujal Eric Pearson. V hlavních rolích se objevili Julia Louis-Dreyfus, Florence Pughová, Sebastian Stan, Hannah John-Kamen, David Harbour, Wyatt Russell a Olga Kurylenko.
Jedná se o 36. film z franšízy Marvel Cinematic Universe, přičemž je posledním filmem 5. fáze MCU. Vydání filmu bylo ve Spojených státech 30. dubna a v Česku 29. dubna 2025.

## Příběh
Tým padouchů a zločinců je poslán na mise zadané vládou.

## Obsazení
- Florence Pugh jako Yelena Belova / Black Widow
- Sebastian Stan jako James "Bucky" Barnes / Winter Soldier / White Wolf
- David Harbour jako Alexei Shostakov / Red Guardian
- Hannah John-Kamen jako Ava Starr / Ghost
- Wyatt Russell jako John Walker / U.S. Agent
- Olga Kurylenko jako Antonia Dreykov / Taskmaster
- Julia Louis-Dreyfus jako Valentina Allegra de Fontaine
- Laurence Fishburne jako Bill Foster
- Lewis Pullman jako Robert "Bob" Reynolds / Sentry
- Geraldine Viswanathan jako Mel

## Produkce

### Produkce
Během produkce filmu Strážci Galaxie vyjádřil režisér James Gunn zájem o natočení filmu Thundebolts. Kevin Feige, se kterým vedl o potencionálním filmu rozhovor, uvedl, že pokud Strážci Galaxie uspějí v kinech, bude si film moci natočit. V roce 2021 však už Gunn zájem o natočení filmu Thunderbolts neměl, poté, co zrežíroval film z DCEU – Sebevražedný oddíl (2021) vzhledem k tomu, že koncept Sebevražedného oddílu je podobný Thunderbolts.
V červnu 2022 magazín Deadline uvedl, že film bude režírovat Jake Schreicher. Scénář k filmu napíše Eric Pearson.

### Obsazení
V září 2022, na akci D23 Expo 2022, bylo představeno hlavní obsazení filmu – Julia Louis-Dreyfus si zopakuje roli Valentiny Allegry de Fontaine ze seriálu Falcon a Winter Soldier, stejně jako Wyatt Russell v roli U.S. Agenta, dále Florence Pughová, David Harbour a Olga Kurylenko si zopakují své role z filmu Black Widow, Sebastian Stan si zopakuje svoji roli Bucky Barnese z vícero předchozích projektů MCU a herečka Hannah John-Kamen si zopakuje svoji roli z filmu Ant-Man a Wasp.

### Natáčení
Natáčení filmu je naplánováno na léto roku 2023.

### Premiéra
Vydání filmu bylo oznámeno spolu s filmem na San Diego Comic-Conu v červenci 2022, přičemž vydání filmu bylo oznámeno na 26. července 2024 v USA a v Česku je plánovaná premiéra stanovena na 25. července 2024. Po velké stávce v Hollywoodu, která skončila k 8. listopadu, dostal film nové datum premiéry na 25. července 2025. ve Spojených státech, a v Česku na 24. července 2025.